# Adelanthus
Adelanthus, rod jetrenjarki iz porodice Adelanthaceae, dio reda Jungermanniales. Postoji 11 vrsta

## Vrste
1. Adelanthus aureomarginatus R.M.Schust.
2. Adelanthus carabayensis (Mont.) Grolle
3. Adelanthus falcatus (Hook.) Mitt.
4. Adelanthus gemmiparus (R.M.Schust.) E.A.Hodgs.
5. Adelanthus integerrimus Grolle
6. Adelanthus lindenbergianus (Lehm.) Mitt.
7. Adelanthus lingulatus J.J.Engel et Váňa
8. Adelanthus occlusus (Hook.f. et Taylor) Carrington
9. Adelanthus pittieri (Steph.) Grolle
10. Adelanthus squarrosus Grolle
11. Adelanthus tenuis J.J.Engel et Grolle